# 烏蒂卡

烏蒂卡是哥倫比亞的城鎮，位於該國中部，由昆迪納馬卡省負責管轄，距離首府波哥大127公里，始建於1863年，面積92平方公里，海拔高度614米，2005年人口4,209。
5°11′N 74°29′W / 5.183°N 74.483°W